# یوژف‌واروش
یوژف‌واروش (به مجاری:  Józsefváros) ناحیهٔ ۸ از ۲۳ ناحیهٔ بوداپست در مجارستان است. یوژف‌واروش ۶٫۸۵ کیلومتر مربع مساحت و ۷۶٬۸۱۱ نفر جمعیت دارد.